# Louis Michiels van Verduynen
Louis Paul Marie Hubert baron Michiels van Verduynen, heer van Verduynen (Roermond, 23 augustus 1855 – Monte Carlo, 4 februari 1929) was een Nederlands politicus.

## Familie
Michiels was lid van de familie Michiels en een zoon van rechtbankpresident mr. Ferdinand Gerard Hubert Hilaire Arnold baron Michiels van Verduynen, heer van Verduynen (1815-1881) en Joséphine Regina Hendrica de Schaetzen (1822-1916). Hij trouwde in 1881 met Ida Cornelia Maria Adriana barones van Brienen, vrouwe van de Groote Lindt (1863-1913). Zij waren de ouders van minister Edgar Michiels van Verduynen.

## Loopbaan
Michiels van Verduynen studeerde aan de Universiteit Leiden en vestigde zich in 1881 als advocaat te Den Haag. Hij werd in 1884 tot lid van de gemeenteraad gekozen; drie jaar daarna volgde zijn benoeming tot wethouder, welk ambt hij in 1888 neerlegde; als 32-jarige afgevaardigde voor het district Breda werd hij lid van de Tweede Kamer. Bij het optreden van het Kabinet-Pierson in 1897 werd hij benoemd tot Commissaris Generaal en voorzitter van de Nederlandse Commissie voor de Parijse Wereldtentoonstelling van 1900. In oktober 1905 volgde zijn benoeming tot secretaris-generaal van het Permanente Hof van Arbitrage te Den Haag, waarop hij ontslag nam als lid van het bestuur van de Carnegie Stichting, waar hij reeds enige tijd deel van uitmaakte. Om zich beter van zijn belangrijke functies te kunnen kwijten die aan zijn nieuwe betrekking verbonden waren, stelde hij tevens spoedig daarna zijn zetel in het parlement, die hij 18 jaar achtereen ingenomen had, weer ter beschikking van zijn kiezers. In de jaren 1896-1904 werd hij steeds op de voordracht voor het Voorzitterschap gezet en leidde de Tweede Kamercommissie die de parlementaire behandeling van de Kieswet-Van Houten voorbereidde.
Michiels van Verduynen zag zijn verdiensten in Nederland bekroond met het commandeurskruis van de Orde van de Nederlandse Leeuw, terwijl drie hoge buitenlandse decoraties zijn borst tooiden, namelijk het Grootkruis in de Orde van Sint-Gregorius de Grote en de Grootofficierskruizen van het Franse Legioen van Eer en van de Zweedse Wasa-Orde.
- Biografisch Portaal: 78815743
- International Standard Name Identifier: 0000 0003 9129 7227
- Nederlandse Thesaurus van Auteursnamen: 146551826
- Parlement.com: vg09ll3e9zzi
- Virtual International Authority File: 285058488
- WorldCat: E39PBJgCQgJFdq8gkwQkQrwDMP